# Latkes

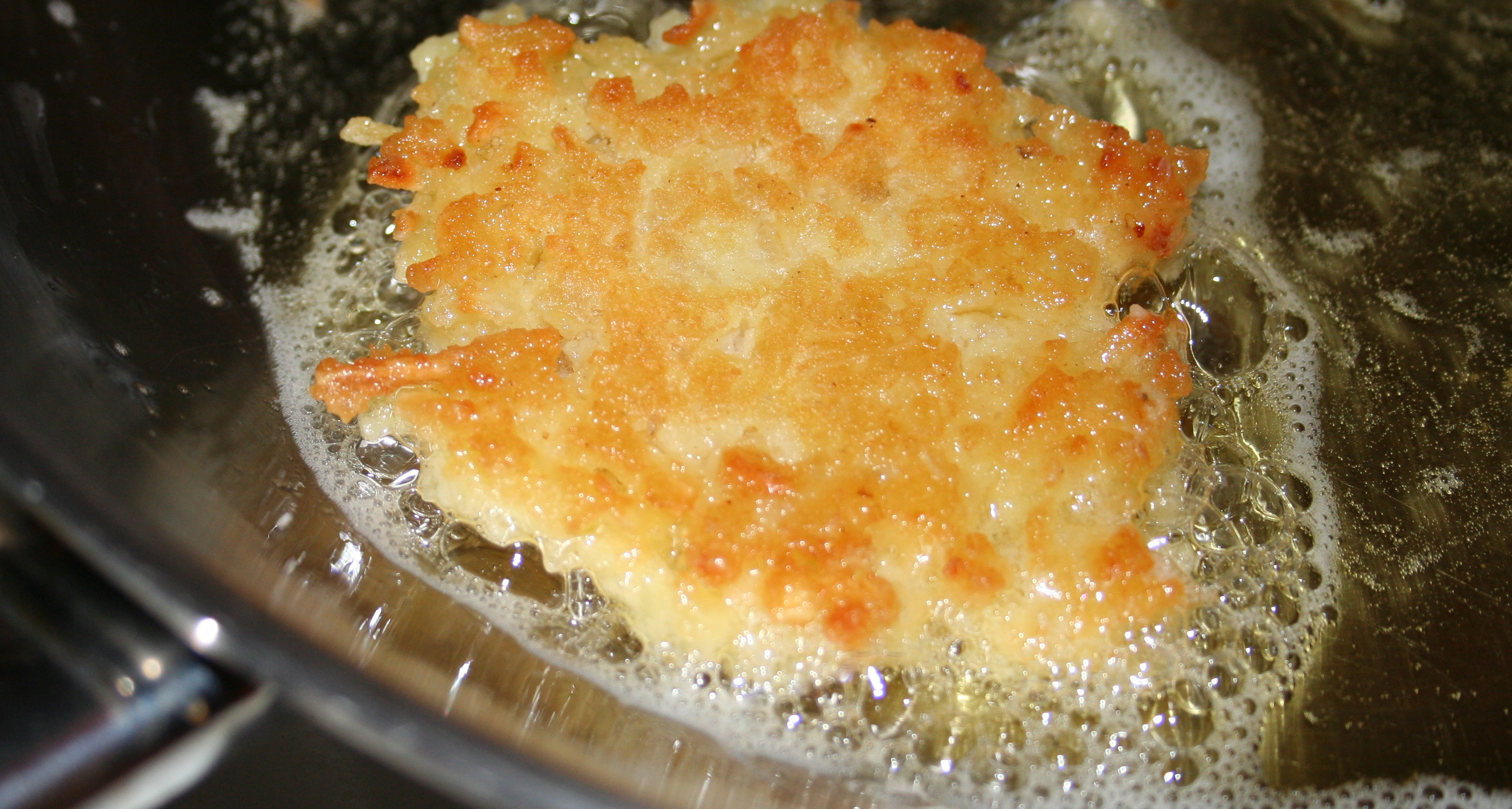
Latkes

Latkes (jiddisch: לאַטקעס) är en judisk maträtt, ett slags plättar bland annat gjorda på potatis (jämför råraka och raggmunk) och lök. Maträtten tillagas traditionellt vid den judiska högtiden Chanukka. Latkes kan göras med andra ingredienser än potatis, som ost och zucchini.

## Etymologi
Ordet kommer från jiddisch 'latke', som i sin tur kommer från det östslaviska oladka, ett diminutiv av oladya 'liten stekt pannkaka', som i sin tur kommer från klassisk grekiska ἐλάδιον 'olivolja', diminutiv av grekiska ἔλαιον.
Latkens moderna hebreiska namn, levivah (לביבה), är ett återupplivande av ett ord som används i Andra Samuelsboken för att beskriva en klimp gjord av knådad deg, en del av berättelsen om Amnon och Tamar.

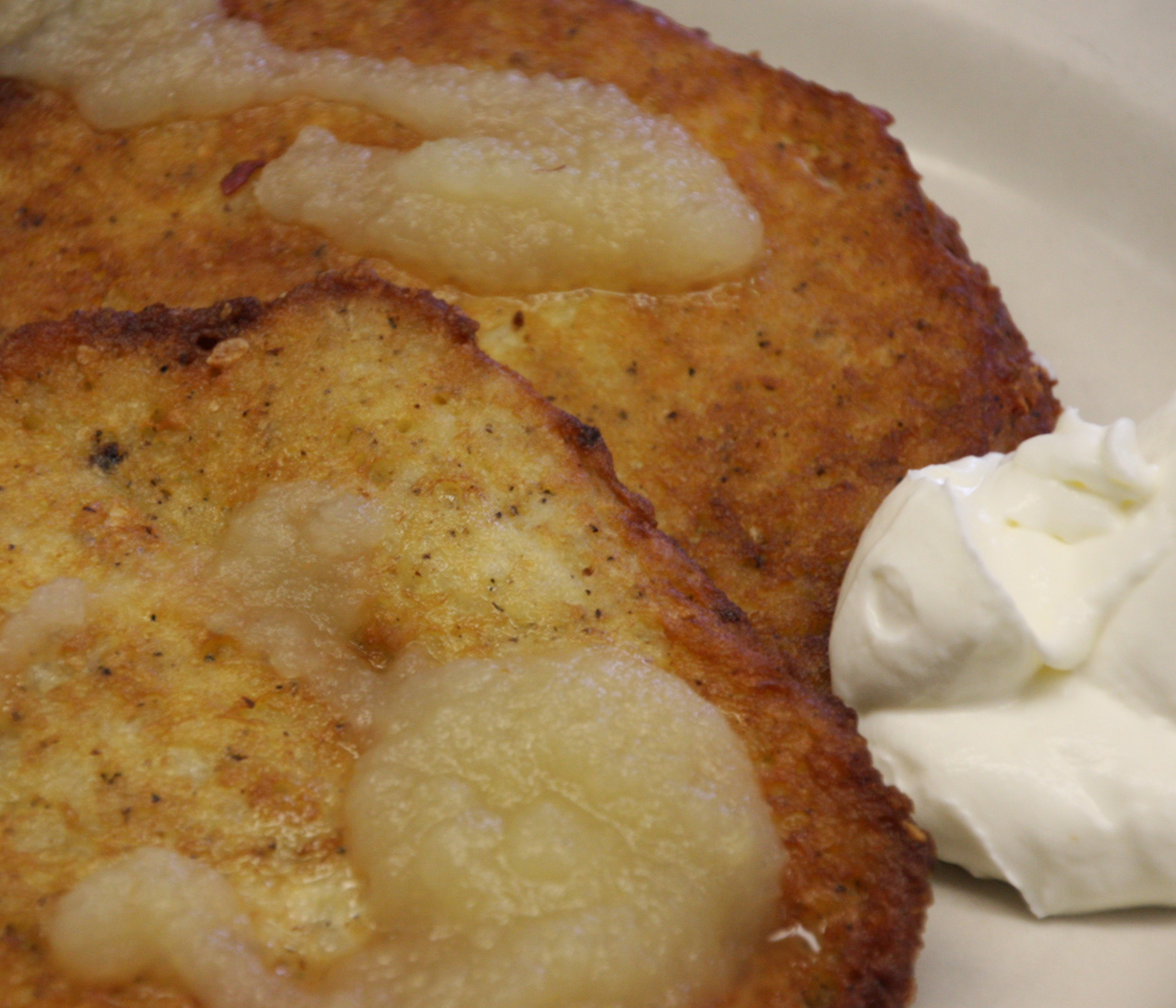
Latkes serverade med äppelmos och gräddfil.

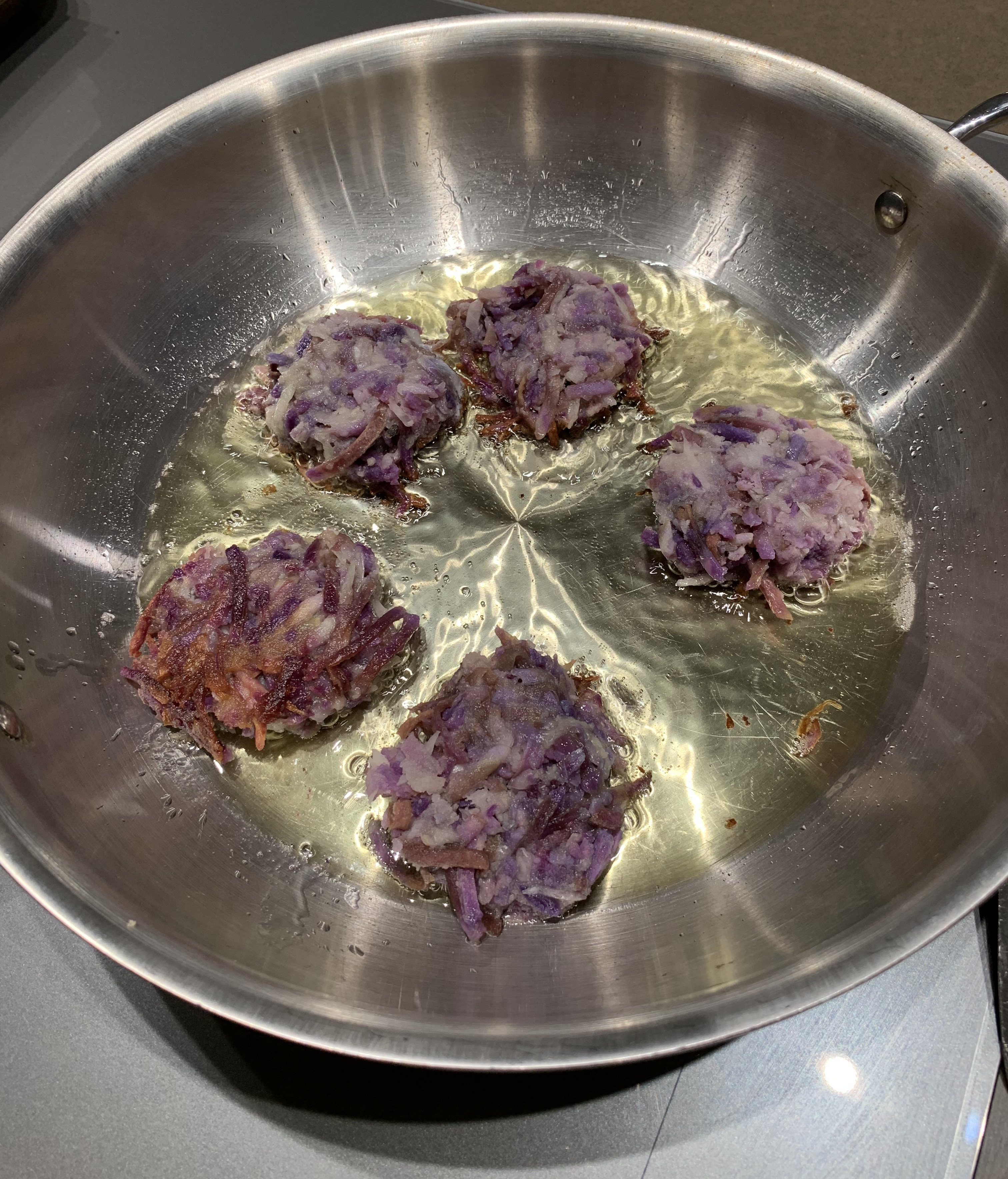
Stekning av icke-traditionella latkes gjorda av sötpotatis och taro med sötlök.

## Historia
Någon version av latkes går tillbaka till åtminstone medeltiden. De var förmodligen gjorda av ost (förmodligen antingen ricotta eller ostmassa), stekta i vallmoolja eller smör och serverade med fruktkonserver. Dessa ostlatkes var den vanligaste typen av latke i Ashkenazi-samhällen fram till 1800-talet, när potatisen kom till Östeuropa. På den tiden var det billigaste och mest lättillgängliga matfettet schmaltz, smält fjäderfäfett (vanligtvis från gås eller kyckling), och på grund av judiska kostlagar, som förbjuder blandning av kött och mejeriprodukter, infördes latke som alternativ till osten. Dessa var bovete- eller rågmjöl eller rotfrukter som är endemiska i regionen, såsom kålrot. När potatisen blev populär i östra Europa, antogs den snabbt till den grad att idag är latke nästan synonymt med potatis.

## Latkes avpotatismos
Degen till potatismoslatkes mosas i en matberedare. Denna form av latke är lättare att forma och har en puddingliknande konsistens.

## Andra varianter
Före potatisen var latkes, och på vissa ställen fortfarande, gjorda av en mängd andra grönsaker, ostar, baljväxter eller stärkelse. Moderna recept kräver ofta tillsats av lök och morötter. Andra versioner innehåller zucchini, söt lök, gruyère (för fransk löksmak) och sötpotatis. Sefardiska judar gör latkes med zucchini och vitlök (mücver), och utelämnar mejeribaserade tillbehör (yoghurt) när de serveras som tillbehör till kött.